# Salt Records
Salt Records (S:alt Records - suitably:alternative) – wytwórnia płytowa z siedzibą w Londynie. Założona przez Roberta Milesa w 2000 roku. Studia nagraniowe mieszczą się w Londynie. Dystrybutucją zajmuje się firma !K7 z Niemiec.